# Нюровай
Нюрова́й (рос. Нюровай) — присілок в Дебьоському районі Удмуртії, Росія.

## Населення
Населення — 53 особи (2010; 60 в 2002).
Національний склад станом на 2002 рік:
- удмурти — 93 %

## Урбаноніми[3]
- вулиці — Нюровайська